# 糯垌镇
糯垌镇，是中华人民共和国广西壮族自治区梧州市岑溪市下辖的一个乡镇级行政单位。

## 行政区划
糯垌镇下辖以下地区：
糯垌社区、塘坡村、海杰村、地麻村、新塘村、新田村、叶伦村、昙海村、高棠村、古河村、平炉村、龙樟村、大地村、龙母村、古淡村、平坡村、古兰村、黄塘村、塘坪村、绿云村和三兴村。